# チャールズ・オバノン
チャールズ・エドワード・オバノン（Charles Edward O'Bannon、1975年2月22日 - ）は、アメリカ合衆国・カリフォルニア州ロサンゼルス出身の元バスケットボール選手である。ポジションはフォワード。

## 来歴
カリフォルニア大学ロサンゼルス校では兄のエド・オバノンや後にアイシンシーホースでプレーする桜木ジェイアール（J.R.ヘンダーソン）らと共に1995年のNCAAトーナメントで優勝した。
1997年のNBAドラフトにて2巡目全体32位でデトロイト・ピストンズに指名されて入団した。（この年の全体1位はティム・ダンカン。また、39位で元パナソニックのジェラルド・ハニーカットも指名されている。）
NBAで2シーズンプレー後、ポーランドリーグを経て、1999年にトヨタ自動車アルバルクに入団。
2010年トヨタを退団し、東芝ブレイブサンダースに入団
2011年東芝を退団し、パナソニックトライアンズに入団
2013年、引退。

## 経歴
- カリフォルニア大学ロサンゼルス校 - デトロイト・ピストンズ（1996年〜1998年） - ザップタースラスクウロシロー（1998年〜1999年） - トヨタ自動車（1999年〜2010年） - 東芝（2010年～2011年）- パナソニック（2011年～2013年）